# Das Mädchen vom See
Das Mädchen vom See (Originaltitel: Morsiusseppele) ist ein finnischer Spielfilm in Schwarzweiß von Hannu Leminen aus dem Jahr 1954. Der Regisseur verfasste auch das Drehbuch. Die Titelrolle ist mit Aino-Maija Tikkanen besetzt. In Finnland konnte man den Film erstmals am 15. Januar 1954 auf der Leinwand sehen, in der Bundesrepublik Deutschland erst am 27. November 1956.

## Handlung
In Madame Kramers „Salon“ in Helsinki herrscht fröhliches Treiben. Der am meisten lärmende Gast ist der Jurastudent Arne, der Sohn des verstorbenen Staatsrates Schmidt. Weil Arnes Mutter vom Lotterleben ihres Sohnes erfahren hat, nimmt sie ihn in den Semesterferien mit aufs Land zu ihrem Bruder John. Sie hofft, dass er in der ländlichen Einsamkeit auf bessere Gedanken kommt. Schon bald nach der Ankunft verliebt sich Arne in Alli, die Tochter eines Tagelöhners, und sie erwidert seine Liebe. Treffpunkt der beiden ist immer ein kleiner Waldsee, in dem sie nackt baden.
Gegen Ende der Ferien kehrt Arne mit seiner Mutter nach Helsinki zurück. Allis Eltern sind darüber nicht unglücklich; denn sie haben andere Pläne mit ihrer Tochter – die soll einen von ihnen ausgesuchten Großknecht heiraten. Darüber gerät Alli so in Wut, dass sie das elterliche Haus verlässt und nach Helsinki reist. Nach langem Suchen findet sie schließlich das Haus ihres Geliebten. Weil dessen Mutter ein neues Dienstmädchen braucht, kann Alli dort sofort mit der Arbeit anfangen. Gleich flammt die Liebe zwischen dem Mädchen und Arne erneut auf. Arnes Mutter ahnt zunächst nichts von diesem Verhältnis. Selbst als sie die beiden eines Tages bei ihrer Liebelei überrascht, duldet sie das Verhältnis, weil sie spürt, dass Alli einen positiven Einfluss auf ihren Sohn ausübt. Dies ändert sich jedoch rasch, als sie merkt, dass es Arne ernst mit seiner Liebe zu Alli ist. Das Mädchen wird fristlos entlassen. Daraufhin beschließt Arnes Mutter, mit ihrem Sohn nach Stockholm zu reisen, um ihn Alli vergessen zu lassen. In der Nacht vor der Abfahrt finden die Liebenden nochmals zueinander. Bei ihrem Tête-à-Tête werden sie von Arnes Mutter ertappt. Es folgt eine dramatische Szene, bei der Arne Partei für seine Liebste ergreift. Die aber glaubt, Arne täte dies nur aus Mitleid, und rennt davon.
Bei Tagesanbruch steht Alli am Hafen und starrt dem Schiff hinterher, das Arne nach Stockholm bringt.

## Kritik
Das Lexikon des internationalen Films bezeichnet das Werk lapidar als eine „verstaubte Geschichte aus Finnland in primitiver Filmform“.

## Quelle
Programm zum Film: Das Neue Film-Programm, Klemmer Verlag, Mannheim, ohne Nummernangabe